# Hannoverscher Katechismusstreit

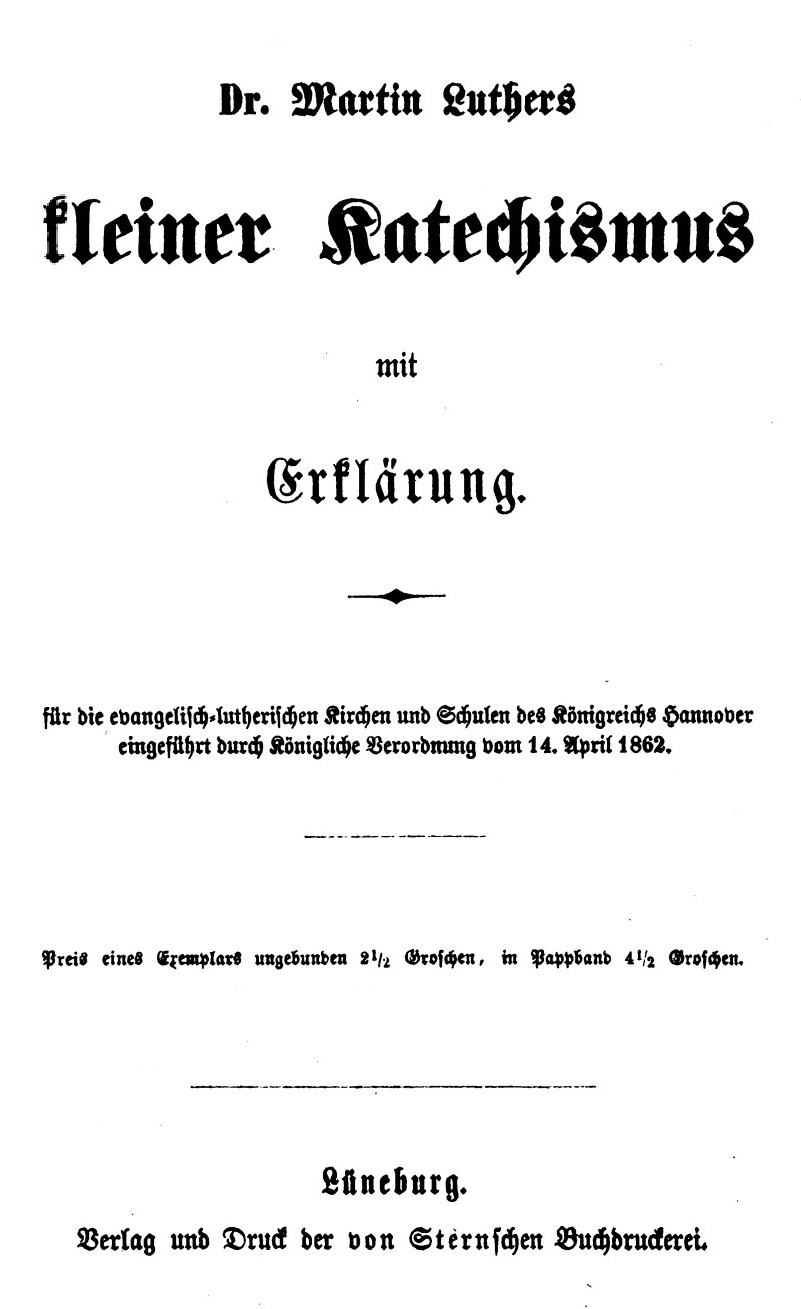
Titelseite des Katechismus von 1862

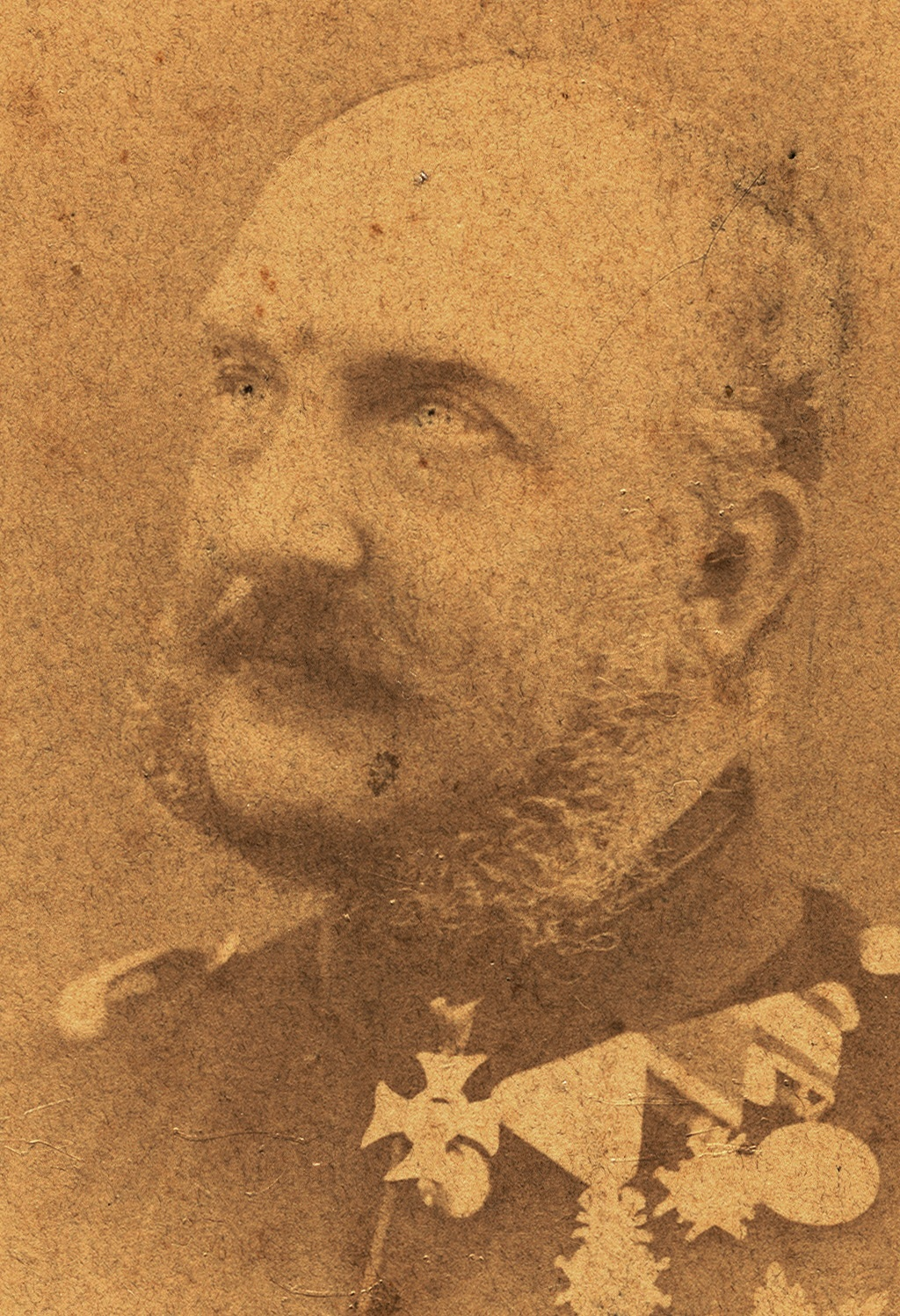
König Georg V.

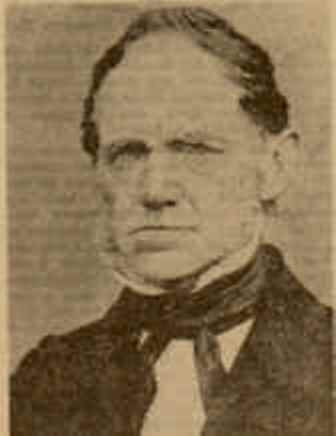
Carl Ludwig Wilhelm Baurschmidt, Pastor in Lüchow

Der hannoversche Katechismusstreit war eine Auseinandersetzung innerhalb der evangelisch-lutherischen Landeskirche des Königreichs Hannover im Jahr 1862. Auslöser war ein Katechismus, den König Georg V. in Ausübung des landesherrlichen Kirchenregiments als verbindliche Grundlage für den lutherischen Religionsunterricht in Kirche und Schule verordnet hatte.

## Vorgeschichte
Die meisten lutherischen Gemeinden des 1814 gegründeten Königreichs Hannover verwendeten den Katechismus christlicher Lehre, zum Gebrauch in den evangelischen Kirchen und Schulen der königl. Braunschweig-lüneburgischen Kurlande, den Georg III. 1790 eingeführt hatte. Er war unter Federführung des Generalsuperintendenten Johann Benjamin Koppe im Geist der Aufklärung verfasst worden und enthielt von Martin Luthers Kleinem Katechismus nur ausgewählte Teile.
In der ersten Hälfte des 19. Jahrhunderts ging mit Romantik und politischer Restauration im Luthertum eine Rückbesinnung auf die Theologie Martin Luthers und die lutherischen Bekenntnisschriften einher (Neuluthertum). Das geschah nicht ohne Widerspruch von Seiten der rationalistischen und liberalen Strömungen.

## Einführung des Katechismus
Georg V., ein persönlich frommer Mann, neigte der restaurativ-lutherischen Richtung zu, ebenso Generalsuperintendent Eduard Niemann und der Konsistorialrat und Hofprediger Gerhard Uhlhorn sowie der leitende Minister Wilhelm von Borries, der damit eine strikt antiliberale Politik verband. 1856 setzte der König eine Kommission von vier Geistlichen und zwei Lehrern ein, die einen bekenntnistreuen lutherischen Katechismus erarbeiten sollte. Die Initiative dazu war von Albert Lührs ausgegangen, der auch die Redaktionsarbeit leitete; er wurde 1859 Superintendent in Celle.
Das Ergebnis war ein Buch, das Luthers Kleinen Katechismus vollständig enthielt und dazu Erklärungen, die auf Michael Walthers Katechismusbuch von 1653 basierten. Die theologische Fakultät der Landesuniversität Göttingen billigte es einstimmig. Gerhard Uhlhorn verwendete diesen neuen Katechismus für den Konfirmandenunterricht des Kronprinzen Ernst August und befürwortete seine verbindliche Einführung auf dem Verordnungsweg ohne Befragung der Gemeinden. Der König datierte das Einführungsdekret auf den 14. April 1862, den Montag nach dem Palmsonntag, an dem sein Sohn konfirmiert worden war. 

## Reaktion

### Proteststimmung im Land
In den folgenden Wochen wurde der neue Katechismus Gegenstand heftiger Auseinandersetzungen im ganzen Land. Der Widerstand entzündete sich inhaltlich vor allem an der Einzelbeichte mit Lossprechung durch einen Pastor. Martin Luther und die lutherische Orthodoxie hatten diese Handlung hoch geschätzt, da sie Christus selbst eingesetzt habe. Sie war jedoch ab Mitte des 18. Jahrhunderts außer Gebrauch gekommen, und der Katechismus von 1790 enthielt die diesbezüglichen Passagen des Kleinen Katechismus nicht. Weitere Kritikpunkte waren die Deutung der Taufe als Befreiung aus der Herrschaft des Teufels sowie die Erwähnung des Kreuzzeichens bei Luthers Morgen- und Abendsegen. Das alles wurde von vielen als Rückfall in Mittelalter und Katholizismus empfunden.
Formal wurde kritisiert, dass der Katechismus ohne vorherige Willensbildung der Gemeinden eingeführt worden war. Hier verband sich die religiöse Opposition mit dem politischen Streit der Zeit um Verfassung und Volksvertretung.

### Baurschmidt
Wortführer und Symbolfigur der Katechismusgegner wurde der bis dahin überregional nicht hervorgetretene Karl Gustav Wilhelm Baurschmidt, Gemeindepfarrer in Lüchow. Unterstützt von seinen Kirchenvorstehern veröffentlichte er im Juni in Lüchow die kleine Schrift Prüfet Alles – Ein Wort über den neuen Katechismus, in der er die Kritikpunkte zusammenfasste. Die Schrift fand rasch Verbreitung im Königreich und stieß auf begeisterte Zustimmung, aber auch auf Gegenkritik. Da sie sich öffentlich gegen eine Verordnung des Königs wandte, brachte sie den Verfasser auch persönlich-beruflich in Gefahr. 
Im August 1862 wurde Baurschmidt vom königlichen Konsistorium nach Hannover zitiert, um sich zu verantworten. Seine Ankunft am 6. August wurde zu einem Triumphzug. Vom Bahnhof bis zum Konsistoriumsgebäude wurde Baurschmidts Weg von Tausenden von Menschen gesäumt, die ihn ermutigten und Kirchenlieder wie Ein feste Burg ist unser Gott und Nun danket alle Gott anstimmten. Zeitungen verglichen das Ereignis mit Luthers Gang zum Reichstag zu Worms.
Am 7. und 8. August wurde Baurschmidt von den Konsistoriumsmitgliedern Eduard Niemann, Gerhard Uhlhorn und Brandis vernommen. Einzelheiten des Verlaufs sind nicht bekannt. Erst im Folgejahr wurde die 47-seitige Stellungnahme des Konsistoriums fertiggestellt, die Baurschmidts Schrift Prüfet Alles heftig tadelte, ihm „mangelnde Kenntnisse der Schrift und Kirchenlehre“ bescheinigte und ihm „fleißiges Studium der Heiligen Schrift“ auferlegte. Außer einem amtlichen Verweis trafen ihn jedoch keine Sanktionen.
Am Abend des 8. August kam es in Hannover zu Tumulten. Am Haus des Generalsuperintendenten Niemann wurden Fensterscheiben eingeworfen. Baurschmidts Abreise wurde erneut zum Triumphzug, die Kutsche und der Eisenbahnzug, mit denen er fuhr, wurden mit Blumen bekränzt.

## Folgen
Mit Verordnung vom 19. August 1862 widerrief Georg V. die verbindliche Einführung des Katechismus und stellte dessen Verwendung den Gemeinden frei – ein bedeutsames Ereignis in der Geschichte des Verhältnisses von Staat und Kirche in Deutschland. Es kam zu Entlassungen im Kabinett und im Konsistorium. Am 6. Oktober 1863 trat, als Folge der Erfahrungen von 1862, in Hannover eine 72-köpfige Vorsynode zusammen, um der Evangelisch-lutherischen Landeskirche Hannovers, die bis dahin nur konsistorial verwaltet worden war, eine geregelte Selbstrepräsentanz zu geben.